# Polylepis rugulosa
Espèce
Synonymes
- Polylepis besseri var. abbreviata Bitter[2]
- Polylepis cristagalli Bitter[2]
- Polylepis incana subsp. brachypoda Bitter[2]
- Polylepis lanata (Kuntze) M.Kessler & Schmidt-Leb.[2]
- Polylepis pallidistigma Bitter[2]
- Polylepis racemosa var. lanata Kuntze[2]
- Polylepis subquinquefolia Bitter[2]
- Polylepis tenuiruga Bitter[2]

Statut de conservation UICN

 VU A1c : Vulnérable
Polylepis rugulosa est une espèce de plantes à fleurs de la famille des Rosaceae. C'est un arbre.

## Publication originale
- Botanische Jahrbücher für Systematik, Pflanzengeschichte und Pflanzengeographie 45: 638. 1911.